# Nimes
Nimes (pronunciado [ˈni.mes]; en francés: Nîmes, pronunciado /nim/; en occitano: Nimes) es una ciudad del sur de Francia, capital del departamento de Gard, en la región de Occitania. 
En 2016, tenía una población de 154 196 habitantes. Es famosa por la multitud de restos de la época romana que se conservan en bastante buen estado, destacando entre ellos un anfiteatro (la Arena de Nimes), donde aún se celebran espectáculos y teatros,  fundamentalmente taurinos, y la Maison Carrée, antiguo templo romano y sede actualmente de un espectáculo 3D sobre personajes históricos de Nimes. Ambas construcciones datan del siglo I y se encuentran en el casco urbano. En sus alrededores se hallan la torre Magna (aproximadamente del siglo I a. C.) y el Puente del Gard (19 a. C.), uno de los más famosos acueductos romanos, construido por Agripa. Son también reseñables la catedral de Saint Castor (cuya construcción empezó en el siglo XI) así como varios museos de arqueología, y los Jardins de la Fontaine (Jardines de la Fuente) del siglo XVIII.

## Economía
Nimes es un centro agrícola e industrial especializado en productos textiles, químicos, alimenticios, elaboración de coñac, de calzado y de maquinaria.

## Historia

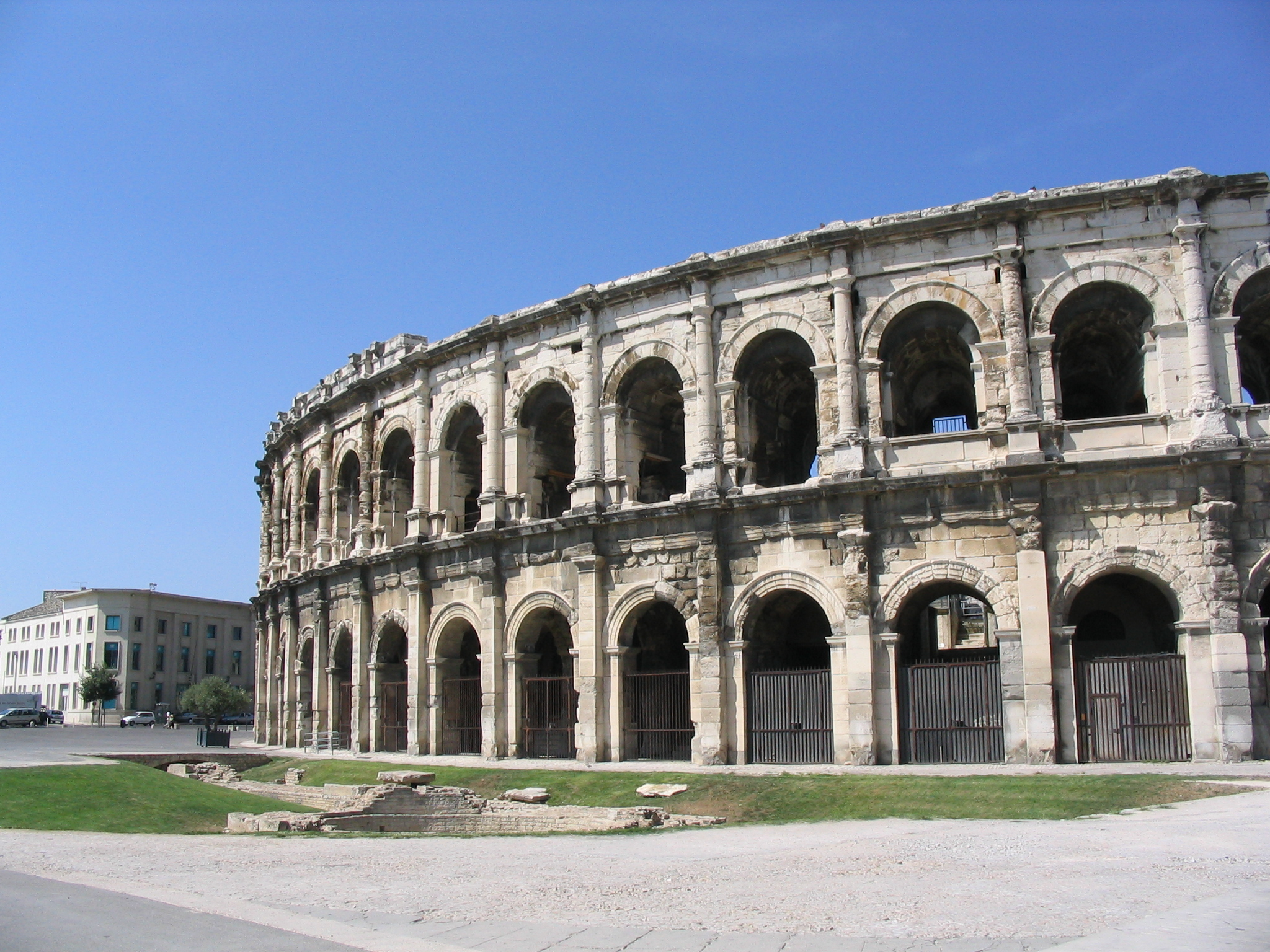
El anfiteatro romano de Nimes.

En sus orígenes fue un asentamiento galo, pero entre 120 y 117 a. C. fue ocupada por los romanos. Fue el procónsul Cneo Domicio Enobarbo el que la incorporó para asegurar el camino hacia Hispania y construyó la vía Domitia fundando Narbona, capital de la Galia Transalpina y más tarde de la Narbonense (27 a. C.). Hacia 50 a. C. se convierte en colonia romana, conservando, adaptado bajo la forma Nemausus, su primitivo nombre galo, acreditado en monedas como Namaus o Namausatis. Muchos de los veteranos de Julio César fueron asentados allí y recibieron lotes de tierra para cultivar en la llanura de Nîmes, aunque la colonia como tal no se terminó de organizar hasta c. 27 a. C., a través de Agripa, posiblemente tras una segunda deducción augustea.
En el siglo II sustituyó a Narbona como capital de la Narbonense. En 462 cayó en poder de los visigodos, los cuales la conservaron tras la derrota de Vouillé y la destrucción del reino de Tolosa, formando parte de la Septimania visigoda. Un obispado aparece el siglo V. Conquistada por los musulmanes a los visigodos en 719, en 754 pasó a los carolingios y fue sede de un condado, que estuvo vinculado a Septimania. En 872 Nimes pasó al conde de Tolosa. Los vizcondes aparecen en el siglo IX y entroncaron rápidamente con la casa vizcondal de Albi, la cual era feudataria de Tolosa pero puramente nominal. Hasta 1185 los vizcondes no reconocieron la soberanía feudal de Tolosa. Nimes fue ocupada por los cruzados de Simón de Monfort en 1215 pero volvió bajo soberanía de los vizcondes de la dinastía Trencavel en 1224, hasta que en 1226 las tropas reales la recuperaron y Luis IX de Francia fue coronado. En 1271 fue incorporada a la corona. Durante la Reforma se convirtió en un bastión hugonote, produciéndose en 1567 una matanza de católicos denominada Miguelada. Tras una etapa de decadencia que se inició con la revocación en 1685 del Edicto de Nantes, en el siglo XIX inició un periodo de prosperidad económica.

## Patrimonio

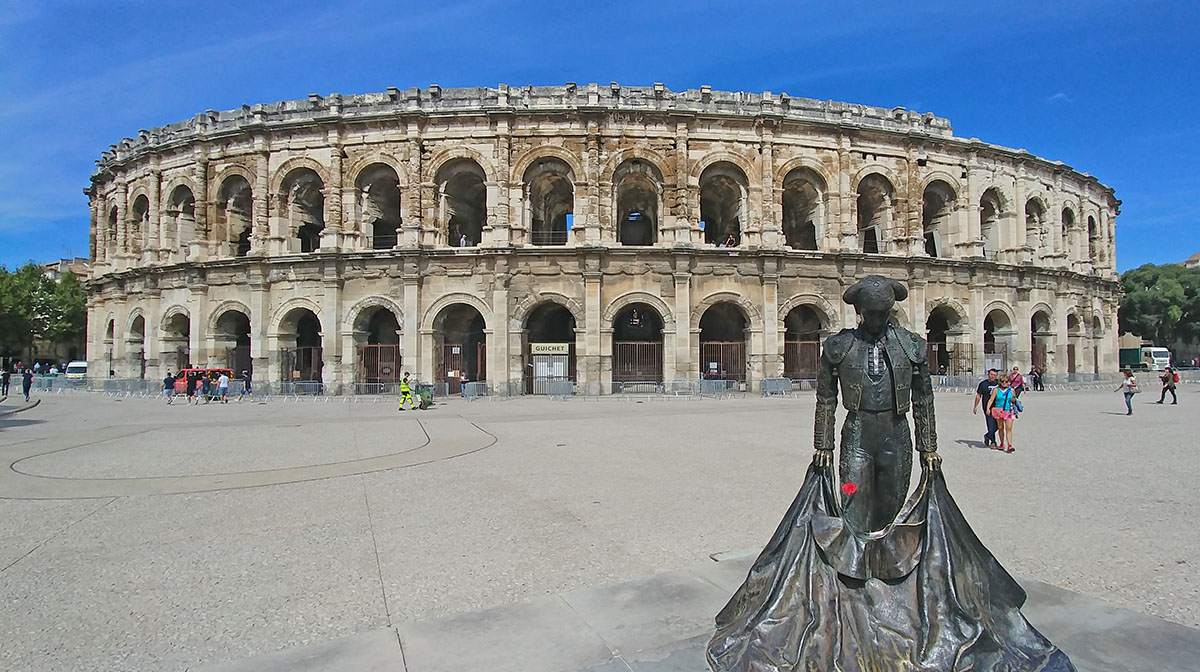
Arena de Nimes

- La Arena de Nimes, un anfiteatro romano construido a finales del siglo I d. C. A lo largo de la historia el anfiteatro sufrió numerosas reformas interiores ya que los vizcondes de Nîmes construyeron su palacio-fortaleza dentro del anfiteatro. Posteriormente un pequeño barrio fue erigido en su interior, el cual contaba con unas cien viviendas y dos capillas. Estas edificaciones permanecieron hasta el siglo XVIII en que se decidió eliminarlas para devolverle el aspecto original. Está considerado el anfiteatro mejor conservado del mundo. En la actualidad se encuentra remodelado y se utiliza como coso taurino para la celebración de corridas de toros desde 1863

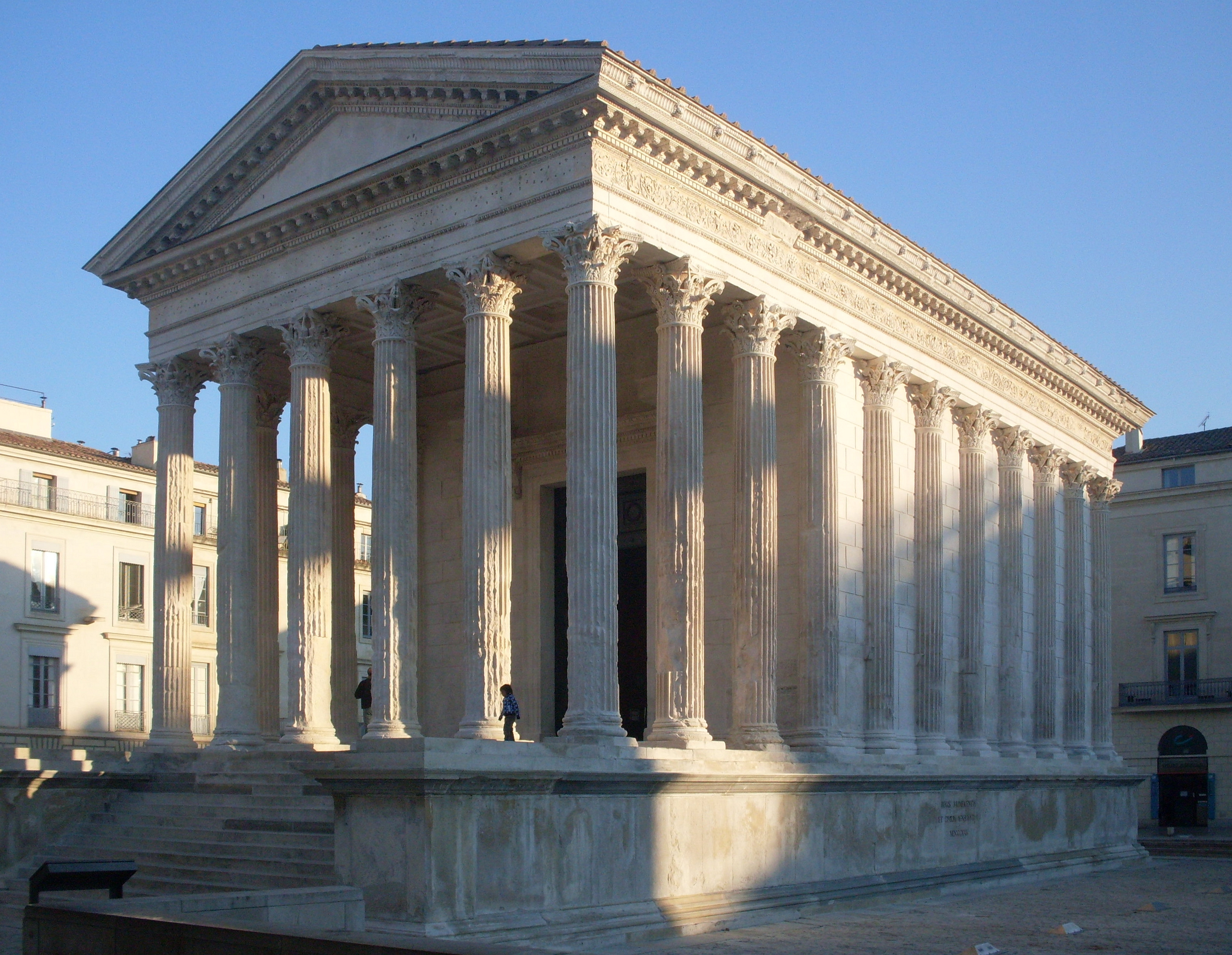
La Maison Carrée.

- La Maison Carrée es un templo construido en el año 16 a. C. por Augusto. El templo se alza sobre un gran podio y una escalera central que da acceso a la fachada desde el foro. Es un edificio con seis columnas en la parte frontal, en los laterales ocho de las diez columnas están integradas en los muros. Fue construido en orden corintio con mármol. Es el único templo antiguo conservado íntegramente.

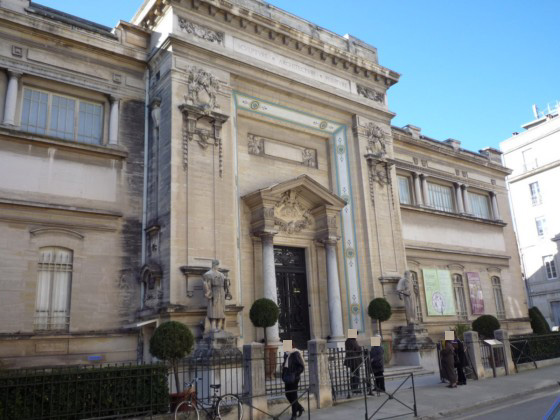
Museo de Bellas Artes de Nimes.

- Los Jardines de la Fontaine construidos en 1745 en la zona romana de la Source. Y están considerados los jardines públicos más antiguos de Europa. Los jardines están llenos de construcciones romanas y del siglo XVII, que incluyen la Tour Magne y el Templo de Diana entre muchos otros. En él podemos encontrar fuentes, estatuas, escalinatas, avenidas y balaustradas de estilo neoclásico.
- La Tour Magne o Torre Magna fue construida en el año 15 a. C., era la torre más alta y prestigiosa de toda la muralla y es visible desde casi cualquier punto de Nîmes, al estar enclavado en la cima del monte Cavalier. Hoy en día está situada en plenos Jardines de la Fontaine. Era una especie de faro y punto de referencia para la ciudad, señalando la presencia del santuario de la Source, seguramente el lugar de culto prerromano. La torre con sus dos niveles se alza 32 metros, aunque anteriormente tenía tres.
- La muralla romana fue erigida entre los años 16 y 15 a. C. Tenía una longitud de 7 km, una altura de 9 m y una anchura de 2 m. Hoy en día sólo siguen en pie dos puertas y algunos fragmentos de muralla. Delante de la muralla pasaba la Vía Domitia.
- Catedral basílica de Nuestra Señora y San Castor
- Puente del Gard, un acueducto romano.
- Museo de Bellas Artes de Nimes.

## Clima
| Parámetros climáticos promedio de Nîmes (Courbessac), normales 1991–2020, extremos 1922 presente | Parámetros climáticos promedio de Nîmes (Courbessac), normales 1991–2020, extremos 1922 presente | Parámetros climáticos promedio de Nîmes (Courbessac), normales 1991–2020, extremos 1922 presente | Parámetros climáticos promedio de Nîmes (Courbessac), normales 1991–2020, extremos 1922 presente | Parámetros climáticos promedio de Nîmes (Courbessac), normales 1991–2020, extremos 1922 presente | Parámetros climáticos promedio de Nîmes (Courbessac), normales 1991–2020, extremos 1922 presente | Parámetros climáticos promedio de Nîmes (Courbessac), normales 1991–2020, extremos 1922 presente | Parámetros climáticos promedio de Nîmes (Courbessac), normales 1991–2020, extremos 1922 presente | Parámetros climáticos promedio de Nîmes (Courbessac), normales 1991–2020, extremos 1922 presente | Parámetros climáticos promedio de Nîmes (Courbessac), normales 1991–2020, extremos 1922 presente | Parámetros climáticos promedio de Nîmes (Courbessac), normales 1991–2020, extremos 1922 presente | Parámetros climáticos promedio de Nîmes (Courbessac), normales 1991–2020, extremos 1922 presente | Parámetros climáticos promedio de Nîmes (Courbessac), normales 1991–2020, extremos 1922 presente | Parámetros climáticos promedio de Nîmes (Courbessac), normales 1991–2020, extremos 1922 presente |
| Mes                                                                                              | Ene.                                                                                             | Feb.                                                                                             | Mar.                                                                                             | Abr.                                                                                             | May.                                                                                             | Jun.                                                                                             | Jul.                                                                                             | Ago.                                                                                             | Sep.                                                                                             | Oct.                                                                                             | Nov.                                                                                             | Dic.                                                                                             | Anual                                                                                            |
| ------------------------------------------------------------------------------------------------ | ------------------------------------------------------------------------------------------------ | ------------------------------------------------------------------------------------------------ | ------------------------------------------------------------------------------------------------ | ------------------------------------------------------------------------------------------------ | ------------------------------------------------------------------------------------------------ | ------------------------------------------------------------------------------------------------ | ------------------------------------------------------------------------------------------------ | ------------------------------------------------------------------------------------------------ | ------------------------------------------------------------------------------------------------ | ------------------------------------------------------------------------------------------------ | ------------------------------------------------------------------------------------------------ | ------------------------------------------------------------------------------------------------ | ------------------------------------------------------------------------------------------------ |
| Temp. máx. abs. (°C)                                                                             | 21.5                                                                                             | 25.1                                                                                             | 27.3                                                                                             | 30.7                                                                                             | 34.7                                                                                             | 44.4                                                                                             | 40.3                                                                                             | 41.6                                                                                             | 36.8                                                                                             | 31.9                                                                                             | 26.1                                                                                             | 20.9                                                                                             | 44.4                                                                                             |
| Temp. máx. media (°C)                                                                            | 11.4                                                                                             | 12.9                                                                                             | 16.7                                                                                             | 19.5                                                                                             | 23.6                                                                                             | 28.3                                                                                             | 31.5                                                                                             | 31.2                                                                                             | 26.1                                                                                             | 20.9                                                                                             | 15.2                                                                                             | 11.8                                                                                             | 20.8                                                                                             |
| Temp. media (°C)                                                                                 | 7.3                                                                                              | 8.1                                                                                              | 11.5                                                                                             | 14.1                                                                                             | 18.0                                                                                             | 22.3                                                                                             | 25.2                                                                                             | 24.9                                                                                             | 20.5                                                                                             | 16.3                                                                                             | 11.0                                                                                             | 7.8                                                                                              | 15.6                                                                                             |
| Temp. mín. media (°C)                                                                            | 3.2                                                                                              | 3.3                                                                                              | 6.2                                                                                              | 8.7                                                                                              | 12.4                                                                                             | 16.3                                                                                             | 18.9                                                                                             | 18.6                                                                                             | 14.9                                                                                             | 11.6                                                                                             | 6.9                                                                                              | 3.8                                                                                              | 10.4                                                                                             |
| Temp. mín. abs. (°C)                                                                             | -12.2                                                                                            | -14.0                                                                                            | -6.8                                                                                             | -2.0                                                                                             | 1.1                                                                                              | 5.4                                                                                              | 10.0                                                                                             | 9.2                                                                                              | 5.4                                                                                              | -1.0                                                                                             | -4.8                                                                                             | -9.7                                                                                             | -14.0                                                                                            |
| Precipitación total (mm)                                                                         | 64.1                                                                                             | 40.1                                                                                             | 44.7                                                                                             | 67.1                                                                                             | 55.1                                                                                             | 43.0                                                                                             | 30.2                                                                                             | 44.4                                                                                             | 100.3                                                                                            | 95.0                                                                                             | 97.1                                                                                             | 53.3                                                                                             | 734.4                                                                                            |
| Días de precipitaciones (≥ 1.0 mm)                                                               | 5.8                                                                                              | 4.9                                                                                              | 5.0                                                                                              | 6.8                                                                                              | 6.0                                                                                              | 4.4                                                                                              | 3.0                                                                                              | 3.6                                                                                              | 5.2                                                                                              | 6.4                                                                                              | 7.9                                                                                              | 5.7                                                                                              | 64.8                                                                                             |
| Días de nevadas (≥ 1 mm)                                                                         | 0.8                                                                                              | 0.6                                                                                              | 0.2                                                                                              | 0.0                                                                                              | 0.0                                                                                              | 0.0                                                                                              | 0.0                                                                                              | 0.0                                                                                              | 0.0                                                                                              | 0.0                                                                                              | 0.3                                                                                              | 0.5                                                                                              | 2.4                                                                                              |
| Horas de sol                                                                                     | 141.6                                                                                            | 165.4                                                                                            | 219.6                                                                                            | 229.2                                                                                            | 268.5                                                                                            | 312.7                                                                                            | 346.0                                                                                            | 307.4                                                                                            | 244.7                                                                                            | 171.1                                                                                            | 141.5                                                                                            | 132.2                                                                                            | 2679.8                                                                                           |
| Humedad relativa (%)                                                                             | 71                                                                                               | 68                                                                                               | 63                                                                                               | 63                                                                                               | 64                                                                                               | 61                                                                                               | 56                                                                                               | 60                                                                                               | 67                                                                                               | 73                                                                                               | 72                                                                                               | 72                                                                                               | 65.8                                                                                             |
| Fuente n.º 1: Météo France                                                                       |                                                                                                  |                                                                                                  |                                                                                                  |                                                                                                  |                                                                                                  |                                                                                                  |                                                                                                  |                                                                                                  |                                                                                                  |                                                                                                  |                                                                                                  |                                                                                                  |                                                                                                  |
| Fuente n.º 2: Infoclimat.fr (humedad 1961-1990)                                                  |                                                                                                  |                                                                                                  |                                                                                                  |                                                                                                  |                                                                                                  |                                                                                                  |                                                                                                  |                                                                                                  |                                                                                                  |                                                                                                  |                                                                                                  |                                                                                                  |                                                                                                  |

## Demografía
| 40 000 | 39 594 | 41 195 | 37 908 | 44 697 | 43 036 | 53 497 | 53 619 | 54 293 | 57 129 | 60 151 | 62 394 | 63 001 | 63 552 | 69 898 | 71 623 | 74 601 | 80 605 | 80 184 | 80 437 | 82 774 | 84 667 | 89 213 | 93 758 | 91 667 | 89 130 | 99 802 | 123 292 | 127 933 | 124 220 | 128 471 | 133 424 | 143 468 |
| Para los censos de 1962 a 1999 la población legal corresponde a la población sin duplicidades (Fuente: INSEE [Consultar]) |        |        |        |        |        |        |        |        |        |        |        |        |        |        |        |        |        |        |        |        |        |        |        |        |        |        |         |         |         |         |         |         |

## Deportes
La ciudad acoge al club de fútbol Nimes Olympique FC, que compite en la tercera categoría del fútbol de Francia, el Championnat National. En el Stade des Costières disputa sus partidos de local.